# Olga Igorevna Fomina
Olga Igorevna Fomina cirill betűkkel: Ольга Игоревна Фомина (született: Csernoivanyenko, Szamara, 1989. április 17. –) világbajnoki bronzérmes orosz kézilabdázó, a Lada Togliatti játékosa.

## Pályafutása

### Klubcsapatokban
2003-ban mutatkozott be a Lada Togliattiban, amelynek ifjúsági csapataival többször is korosztályos bajnok volt. 2008-ban bajnoki címet, 2012-ben és 2014-ben EHF-kupát nyert a klub játékosaként, 2007-ben pedig Bajnokok Ligája-döntőt játszhatott. 2014 nyarán igazolt a macedón ŽRK Vardarhoz. 2015-ben és 2016-ban is megnyerte a szkopjei csapattal a bajnokságot és a kupát, majd aláírt a Rosztov-Donhoz. A 2016–2017-es idényben tagja volt a bajnoki címet, kupát és EHF-kupát is megnyerő együttesnek, azonban az idény végén távozott, miután bejelentette, hogy gyermekáldás miatt szünetelteti pályafutását. 2019-ben tért vissza a pályára, amikor újra aláírt a Ladához.

### A válogatottban
Az orosz válogatott tagjaként részt vett a 2010-es, 2012-es és 2014-es Európa-bajnokságon, valamint a 2011-es, 2015-ös és 2019-es világbajnokságon. Utóbbi tornán bronzérmet szerzett. Tagja volt a 2012-es olimpián szereplő csapatnak is.

## Sikerei, díjai
Lada Togliatti
- Orosz bajnok: 2005, 2006, 2008
- EHF-kupa-győztes: 2012, 2014
- Bajnokok Ligája-döntős: 2007

Vardar Szkopje
- Macedón bajnok: 2015, 2016

Rosztov-Don
- Orosz bajnok: 2017
- Orosz Kupa-győztes: 2017
- EHF-kupa-győztes: 2017